# Mudzsadíd
Mudzsadíd (arabul: مجدد), iszlám kifejezés arra, aki megújulást  (arabul:تجديد tajdid) hoz a vallásba.
A népi muszlim hagyomány szerint olyan személyre utal, aki az iszlám naptár minden évszázadának fordulóján megjelenik hogy megújítsa az iszlámot, visszaállítsa annak ősi tisztaságát, megtísztítsa azt a külső elemektől. A jelenkorban a mudzsadídra úgy tekintenek, mint az adott évszázad legnagyobb muszlimjára. A fogalom alapja egy hadísz, melyet Abu Murairah közlése alapján Abu Daúd jegyzett le, és amely szerint Mohamed azt mondta, hogy:

„Allah minden évszázad végén feltámasztja azt, aki ennek a közösségnek a számára megújítja a vallását.”

Al-Dhahabi és Ibn Hajar al-Asqalani értelmezése szerint a mudzsadid kifejezés többes számban is értelmezhető, tehát emberek egy csoportjára utal. Ezt különbözőségnek tekintik ( ikhtilaf arabul: اختلاف ).
A mudzsadídok közé kiemelkedő tudósok, jámbor uralkodók és katonai parancsnokok tartoznak.

## Fordítás
- Ez a szócikk részben vagy egészben  a   Mujaddid című angol Wikipédia-szócikk ezen változatának fordításán alapul.  Az eredeti cikk szerkesztőit annak laptörténete sorolja fel. Ez a jelzés csupán a megfogalmazás eredetét és a szerzői jogokat jelzi, nem szolgál a cikkben szereplő információk forrásmegjelöléseként.